# Fix
FIX is een historisch Duits merk van motorfietsen.
De bedrijfsnaam was: Fix Motorrad AG, later Lloyd maschinenfabrik GmbH, Bremen.
Fix begon als zelfstandig bedrijf maar werd al snel een dochteronderneming van Hansa-Lloyd in Bremen, die op haar beurt weer tot het Borgward-concern hoorde. Fix maakte goede lichte motorfietsen met 150cc-tweetaktmotoren en 250- en 350cc-zijklepmotoren. De productie begon in 1922 en eindigde in 1926.